# Umorismo surreale
L'umorismo surreale (noto anche come umorismo dell'assurdo) è una forma di umorismo basata su violazioni deliberate di ragionamenti causali, che producono eventi e comportamenti evidentemente illogici. L'umorismo surreale tende a coinvolgere bizzarre giustapposizioni, incongruità, non sequitur, situazioni irrazionali o assurde ed espressioni nonsense.
Questa tipologia di umorismo nasce dalla sovversione delle aspettative del pubblico, così che il divertimento si basi sull'imprevedibilità, separatamente dall'analisi logica della situazione. L'umorismo surreale descrive situazioni ridicole o improbabili. Il genere ha radici nel surrealismo delle arti.

## Origine della locuzione
La locuzione umorismo surreale cominciò a essere usata per descrivere un tipo di estetica dei primi anni 1920.
L'umorismo surreale si ritrova spesso anche nel teatro d'avanguardia come in Aspettando Godot e Rosencrantz e Guildenstern sono morti. Negli Stati Uniti, S.J. Perelman (1904-1979) è stato identificato come il primo scrittore di umorismo surrealista. L'umorismo surrealista si avvicina prevalentemente al cinema, dove la sospensione dell'incredulità può essere estesa a lunghezze assurde seguendo logicamente le conseguenze di premesse improbabili, rovesciate o esagerate. Luis Buñuel è un esponente principale di questo tipo di umorismo, specialmente in L'angelo sterminatore.
Altri esempi includono "Le cadute" di Peter Greenaway, "Free Time" di The Bogus Group e "Brazil" di Terry Gilliam.

## Precursioni letterarie

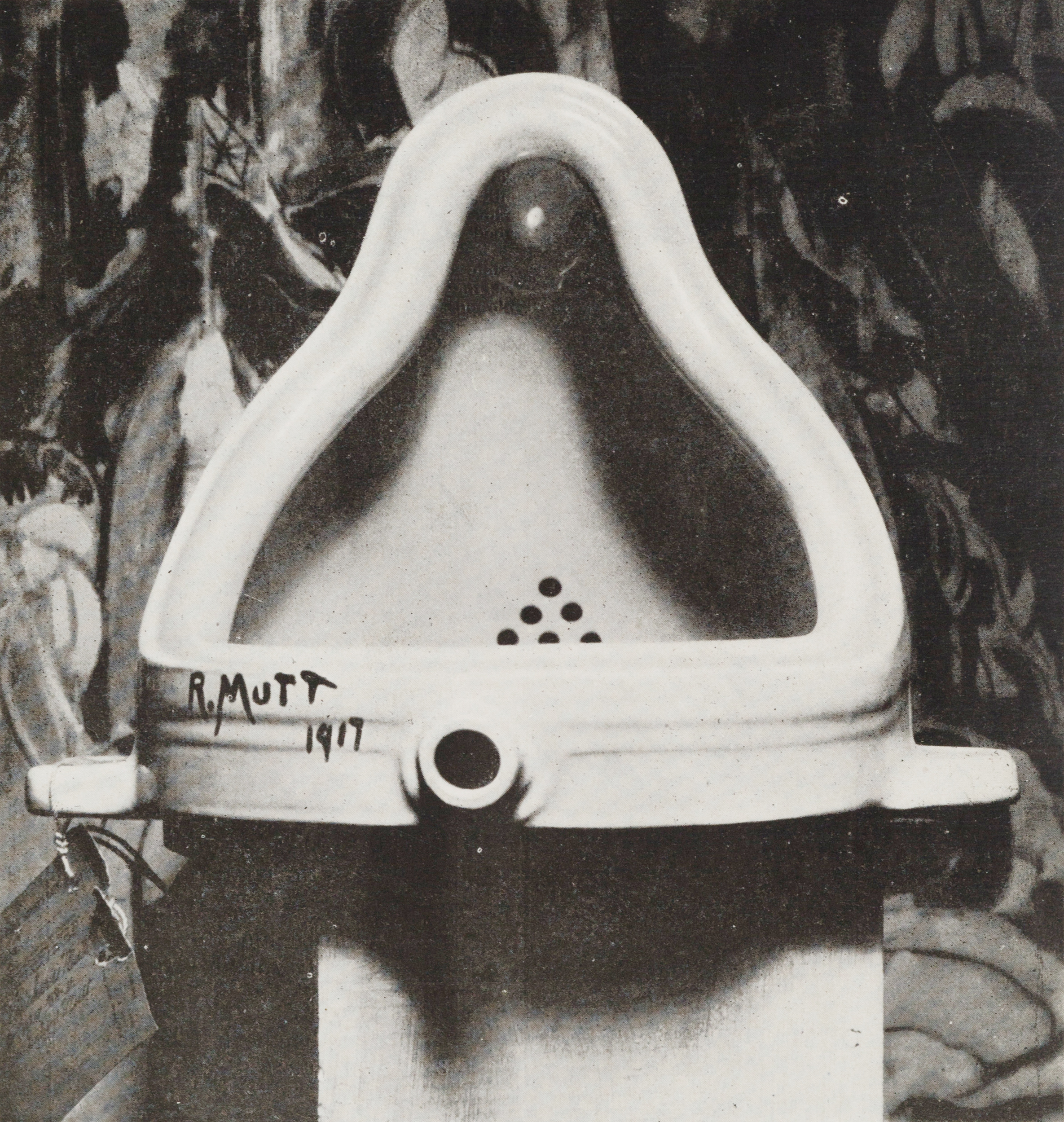
"Fontana" di Marcel Duchamp, orinatoio invertito firmato "R. Mutt".

L'umorismo surreale è il risultato dell'effetto di illogicità e assurdità che vengono usate per effetto umoristico. Sotto tali premesse, le persone possono identificare precursori e primi esempi di umorismo surreale almeno dal XIX secolo, con i romanzi Le avventure di Alice nel Paese delle Meraviglie e Attraverso lo specchio di Lewis Carroll, che usano entrambi illogicità e assurdità per effetto umoristico. Molti dei racconti e delle poesie per bambini di Edward Lear contengono assurdità e sono sostanzialmente surreali nell'approccio, come in The Story of the Four Little Children Who Went Round the World del 1871, racconto pieno di affermazioni contraddittorie e immagini bizzarre destinate a provocare divertimento.

## Relazione con il dadaismo e il futurismo
All'inizio del XX secolo, diversi movimenti d'avanguardia tra cui i dadaisti, i surrealisti e i futuristi incominciarono a discutere di un'arte che fosse casuale, stridente e illogica. Gli obiettivi di questi movimenti erano in qualche modo seri, e si impegnavano a minare la solennità e l'auto-soddisfazione. Di conseguenza, gran parte della loro arte era intenzionalmente divertente. Un esempio famoso è la Fontana di Marcel Duchamp del 1917, un orinatoio rovesciato firmato "R. Mutt". Questo divenne uno dei pezzi d'arte più famosi e influenti della storia e uno dei primi esempi di opera ready-made. Il dipinto fa divertire poiché si basa sull'inversione della funzione dell'oggetto espressa dal titolo e sulla sua incongrua presenza in una mostra d'arte.

## Cultura moderna
Tutt'oggi il fenomeno dei meme su Internet sono fortemente influenzati dall'umorismo surreale.